# Episodi di The Last Ship (quarta stagione)
La quarta stagione della serie televisiva The Last Ship, composta da 10 episodi, è stata trasmessa in prima visione assoluta negli Stati Uniti d'America dal canale via cavo TNT a partire dal 20 agosto 2017.
In Italia è stata trasmessa a partire dal 24 settembre 2017 su Premium Action, in chiaro verrà trasmessa dal 17 giugno 2018 in seconda serata su 20.
| nº | Titolo originale         | Titolo italiano      | Prima TV USA      | Prima TV Italia   |
| -- | ------------------------ | -------------------- | ----------------- | ----------------- |
| 1  | In Media Res             | In media res         | 20 agosto 2017    | 24 settembre 2017 |
| 2  | The Pillars of Hercules  | Le colonne di Ercole | 20 agosto 2017    | 1º ottobre 2017   |
| 3  | Bread and Circuses       | Pane e circensi      | 27 agosto 2017    | 8 ottobre 2017    |
| 4  | Nostos                   | Il dottore           | 3 settembre 2017  | 15 ottobre 2017   |
| 5  | Allegiance               | Alleanze             | 10 settembre 2017 | 22 ottobre 2017   |
| 6  | Tempest                  | La tempesta          | 17 settembre 2017 | 29 ottobre 2017   |
| 7  | Feast                    | La festa             | 24 settembre 2017 | 5 novembre 2017   |
| 8  | Lazaretto                | Il lazzaretto        | 1º ottobre 2017   | 12 novembre 2017  |
| 9  | Detect, Deceive, Destroy | Scontro frontale     | 8 ottobre 2017    | 19 novembre 2017  |
| 10 | Endgame                  | Fine dei giochi      | 8 ottobre 2017    | 26 novembre 2017  |

## In media Res
- Titolo originale: In Medias Res
- Diretto da: Paul Holahan
- Scritto da: Steven Kane

### Trama
Sono passati 16 mesi dal tentativo di colpo di stato e una nuova carestia sta decimando la popolazione. Nel frattempo Tom Chandler con i figli vive in Grecia come pescatore, ma anche il pescato inizia a scarseggiare. La Nathan James si trova in Marocco per trattare con un trafficante che ha rubato gli unici semi che sembrano immuni al virus, ma qualcosa va storto e cadono in un'imboscata dei terroristi suoi ex alleati, anche loro in cerca dei semi. Decidono quindi di portare l'uomo, ferito, sulla James e fare rotta verso la base di Rota. A Rota la base sta chiudendo, quindi possono prendere le poche provviste restanti e partire il giorno dopo. Nella notte un attentato dei guerriglieri porta il caos nella base uccidendo molti marinai e l'uomo; il comandante Burk invece resta ferito e deve essere trasportato in Germania per essere curato. Il suo posto viene preso dal comandante Green che era di stanza alla base ma doveva tornare in America.

## Le colonne di Ercole
- Titolo originale: The Pillars of Hercules
- Diretto da: Reza Tabrizi
- Scritto da: Onalee Hunter

### Trama
La James sta facendo rotta verso Orano, dove vive la famiglia dell'uomo ucciso alla base, ma nell'attraversare lo stretto di Gibilterra restano imbrigliati in una rete con dell'esplosivo che mette fuori uso temporaneamente la nave; nel frattempo dalla terraferma stanno lanciando alcuni missili verso la nave. Una squadra viene mandata a terra per distruggere la piattaforma nell'attesa che i motori siano riparati. Chandler nel frattempo entra nel club di lottatori di Giorgio Vellek, un criminale locale, ma nella villa di questo scopre che dietro c'è qualcosa di grosso che coinvolge la marina greca. Nel frattempo riesce a vincere un duello contro il miglior lottatore presente e a portarsi a letto la sorella di Giorgio.

## Pane e circensi
- Titolo originale: Bread and Ciruses
- Diretto da: Bobby Roth
- Scritto da: Ira Parker

### Trama
La James giunge a Orano ma viene battuta sul tempo da Omar che riesce a prendere i semi; grazie a un'idea di Cooper riescono a mettere un microchip nel suo aereo e tracciarlo. Nel frattempo Chandler è entrato nello studio e scopre che i migliori lottatori vengono inviati in un laboratorio. Dopo Giorgio, lui e Lucia fanno rotta verso la Sardegna. Lì si svolge l'incontro con Omar, ma la copertura è un incontro di lotta. Chandler partecipa all'incontro ma viene visto dagli uomini della James e il capitano Slattery decide di offrirsi come suo avversario per parlargli. Dopo l'incontro avviene l'irruzione Chandler, che arresta Lucia con i semi e la consegna a Slattery, ma quest'ultimo resta ferito e Lucia scappa rivelando a Giorgio il doppio gioco di Chandler. Questo, saputo del ferimento di Slattery, informa la squadra e si mette a cercarlo.

## Il dottore
- Titolo originale: Nostos
- Diretto da: Kenneth Fink
- Scritto da: Jill Blankeship

### Trama
Il Comandante Slattery è ferito e in fuga. Per scappare dagli uomini di Giorgio e da quelli di Omar si rifugia in una casa, dove la donna che via abita gli fa bere il Nostos, una bevanda ricavata da una pianta infettata dal virus e che gli procura delle visioni sulla sua famiglia e su Chandler. Nel frattempo appare il vero capo dell'operazione, il dottor Paul Vellek, padre di Giorgio e Lucia che ha conosciuto Chandler prima del suo combattimento. Al largo appare una fregata greca che ha l'intenzione di distruggere la James prima che imbarchino i semi. Slattery, in uno dei momenti di lucidità, si rifugia su un campanile e invia un segnale luminoso alla nave. Viene raggiunto dalla squadra e Chandler, ma lui sembra non rendersene conto. Alla base del campanile, Giorgio decide di tradire e uccidere Omar, ma questo resta solo ferito. Chandler, Slattery e la squadra vengono portati a bordo.

## Alleanze
- Titolo originale: Allegiance
- Diretto da: Steven Kane
- Scritto da: Michael Sussman

### Trama
Chandler è salito a bordo della James. Su ordine del Presidente, il comandante Maylan gli offre nuovamente il suo grado ma questo decide di aspettare e la sua scelta porta a malumori nell'equipaggio. Nel frattempo la James riceve un messaggio via radio da un barchino di migranti che sta affondando. Dopo un'ispezione vengono portati a bordo, e il capitano del barchino sembra conoscere il comandante Flecher, e gli comunica che il Regno Unito ha deciso di allearsi con Vellek e che i semi devo essere portati via dalla James; nel frattempo l'aereo che deve recuperare i semi viene distrutto dalla nave greca. Slattery, ancora a riposo, racconta le esperienze avute durante l'assunzione del nostos e Rios decide di fare delle ricerche sulla pianta e sui suoi potenziali effetti. Infine Chandler decide di accettare il reintegro e giura nuovamente fedeltà alla nazione.

## La tempesta
- Titolo originale: Tempest
- Diretto da: Peter Weller
- Scritto da: Katia Swain

### Trama
La James sta facendo rotta verso un'isola dotata di aeroporto dove possa atterrare l'aereo procuratogli dalla Garnett; alle loro spalle compaiono tre navi greche che spingono la James verso un'isola dove si trovano i semi. Slattery e Chandler, per non cadere nella trappola, decidono di dirigersi verso una tempesta dove possono seminare le fregate greche. Nel frattempo il comandante Flecher, seppur riluttante, mette in atto il suo piano di portare via i semi. Nel tentativo di fuga Flecher e il capitano Sinclair uccidono sette uomini fra cui O'Connor. Il capitano Sinclair viene ucciso dal comandante Chandler, ma Flecher riesce a buttarsi in mare con i semi e viene salvato dallo yacht di Giorgio Vellek. Le ricerche non portano ad alcun segnale dei semi o di Giorgio, ma il Capo Jetter mostra dei segni che si è procurato durante una caduta mentre navigavano nella tempesta.

## La festa
- Titolo originale: Feast
- Diretto da: Bill Roe
- Scritto da: Hiram Martinez

### Trama
La James sta ancora cercando i semi, ma decidono di andare a prendere informazioni alla villa di Giorgio. Durante l'irruzione Giorgio, per cercare di indebolire la squadra, rivela la vera personalità del comandante Chandler, ma questo non provoca nessun effetto sulla squadra; la situazione peggiora però quando fa irruzione Omar deciso a vendicarsi del tradimento ricevuto. Omar ha molti uomini e riesce ad avanzare ma, una volta entrato nello studio, trova una bomba messa lì dal tenente Burk per vendicarsi del fratello. Giorgio riesce a scappare e sembra morto, ma invece si ricongiunge con il padre che lo rimprovera di essersi fatto rubare i dati sul suo laboratorio. Sulla James vengono decriptati i dati che nascondono il vero progetto di Vellek, ossia far mangiare a tutti piante con estratti di nostos per toglier loro l'aggressività; i test vengono eseguiti sui lottatori di Giorgio, che infatti sono diventati remissivi. La stessa cosa viene effettuata sull'ammiraglio Demetrius, capo della flotta greca, che viene costretto a dimettersi dal suo incarico e cederlo a Stravos, un amico di famiglia. Nel frattempo il comandante Flecher resta sempre più perplesso dall'operato della famiglia Vellek. Infine sulla James il comandante Green riesce a localizzare la posizione del laboratori ma c'è un problema: quest'ultimo è su una nave.

## Il lazzaretto
- Titolo originale: Lazaretto
- Diretto da: Paul Holahan
- Scritto da: Sean Cook e Jill Blankenship

### Trama
A bordo della nave greca il comandante Flecher cerca di capire le vere intenzioni della famiglia Vellek, motivo per cui cerca di parlare con l'ammiraglio Demetrius, ma lo trova una persona diversa e molto più remissiva; gli vengono spiegate le vere intenzioni di Paul Vellek, ossia quelle di controllare la mente degli uomini tramite il cibo. Per rallentare la realizzazione del piano, Flecher decide di uccidere Demetrius facendolo sembrare colpa della pianta, e cerca inoltre di mettere Giorgio contro il padre. Nel frattempo la James si reca sull'isola dove c'è la base delle comunicazioni di Giorgio Vellek: lì trovano un campo di addestramento per i lottatori di Giorgio, ma i lottatori sono strani e subiscono le angherie degli uomini della marina senza reagire. Sulla stessa isola Burk e Jatter trovano una base delle comunicazioni e riescono a decriptare i dati sulla posizione delle navi, ma nella fuga le condizioni del capo Jatter peggiorano e sviene. Sulla nave greca, preso dai rimorsi, il comandante Flecher decide di contattare la James e rivelare la direzione della nave, ma viene scoperto al termine della comunicazione e ucciso da Giorgio.

## Scontro frontale
- Titolo originale: Detect, Deceive, Destroy
- Diretto da: Lukas Ettlin
- Scritto da: Onalee Hunter Hughes e Jill Blankenship

### Trama
La James ha trovato una zona di ricerca per le navi greche e fa partire l'elicottero, ma una volta individuata la flotta c'è qualcosa che non torna: la nave che dovrebbe trasportare i semi e quindi proteggerli si getta all'attacco dell'elicottero facendo scoprire la verità, ossia che Paul Vellek è su una quarta nave in silenzio radio protetta dalla flotta. Viene deciso di inviare una scialuppa con il tenente Green, Wolf e Azima per far distrarre la flotta, ma abbocca solo una nave che viene distrutta dall'esplosivo della scialuppa; nell'esplosione Wolf resta ferito ma non in modo grave. La seconda nave viene distrutta da un siluro. La terza nave attacca con i missili la James ma questa riesce a difendersi e la distrugge, e nell'esplosione Giorgio muore. L'elicottero riesce a localizzare la quarta nave, ma viene distrutto dall'artiglieria di quest'ultima; nell'esplosione muore il pilota, ma Nolan riesce a salvarsi. La James è quasi a corto di carburante e senza mezzi aerei, ma la nave di Vellek è più lenta e continua a dirigersi verso Malta.

## Fine dei giochi
- Titolo originale: Endgame
- Diretto da: Peter Weller
- Scritto da: Hiram Martinez e Ira Parker

### Trama
La James è alla ricerca della quarta nave, ma nel frattempo i Vellek hanno preparato le prime piante per spedirle da un aeroporto di Malta. Una squadra composta da Green, Burk, Wolf, Miller e Azima viene inviata a distruggere le piante. Nello scontro Miller e Green restano feriti in modo grave, ma due aerei vengono distrutti dalle bombe della squadra mentre un terzo da un missile della James. Lanciando il missile la James rivela la sua posizione e viene attaccata dalla nave greca. Per evitare di essere distrutta e per poterla abbordare, Cooper e il comandante Chandler decidono di salire a bordo con lo scopo di sabotare il motore e il radar. Riescono nella loro missione ma vengono scoperti così il dottor Vellek decide di dare fuoco al suo laboratorio per non far cadere le sue ricerche in mano agli americani. Le due navi sono vicine, quindi il comandante Stravos fa schierare tutti gli uomini alle mitragliatrici, ma vengono abbattuti dal comandante Green con il cannone automatico. La nave tenta quindi l'abbordaggio con una squadra composta da volontari fra i quali vi sono i comandanti Slattery e Maylan, Nolan e Nishioka e i tenenti Granderson e Meja che si rivela essere un ottimo tiratore. A bordo della nave greca Cooper riesce a recuperare i semi dal fuoco e parte del lavoro di Vellek, ma il comandante Chandler resta ferito e disarmato da Lucia che, prima di sparargli il colpo di grazia, viene uccisa da Cooper; nel mentre il dottor Vellek si butta in mare e muore. Una volta recuperati, i feriti vengono curati e la James fa rotta verso il porto della città dove viveva Chandler per lasciare i prigionieri e fare rifornimento, ma Chandler decide di rimanere a bordo, prendere i figli e tornare in America.